# Hit Mania Estate 2010
Hit Mania Estate 2010 è una compilation di artisti vari facente parte della serie Hit Mania.
La compilation è stata rimasterizzata e mixata durante l'anno estivo 2010, e ripubblicata ufficialmente, in estate 2010 dal dj Mauro Miclini, e ridistribuita di nuovo mondialmente.

## Tracce
1. Yolanda Be Cool – We No Speak Americano
2. Pitbull – Oye Baby (feat. Nicola Fasano)
3. Dennis Ferrer – Hey Hey
4. Bob Sinclar – I Wanna (feat. Shaggy e Sahara)
5. Alex Gaudino – I'm in Love
6. Angie Be – Soundwaves
7. Dirty South – Phazing (feat. Rudy)
8. Lucenzo – Vem dançar kuduro (feat. Big Ali)
9. Eiffel 65 – Move Your Body (2010 Golden Remixes)
10. Molella – Paradise (feat. Alessia D'Andrea)
11. Steve Watt – Give It Up (feat. Jean Philippe)
12. Riva Starr – Splendido (feat. Donatella Rettore)
13. Rls – Festa (feat. Sandra Godoy)
14. Mads Langer – You're Not Alone
15. Gabriella Cilmi – On a Mission
16. Crookers – Festa festa (feat. Fabri Fibra e Dargen D'Amico)
17. Après La Classe – Mammalitaliani
18. Iyaz – Replay
19. Omega – Si te vas / Que tengo que hacer (feat. Daddy Yankee)
20. Zero Assoluto – Grazie
21. Modà – Sono già solo
22. The Baseballs – Umbrella